# ¿Y dónde está el bebé?
 ¿Y dónde está el bebé?  es una película de animación de Argentina filmada en colores dirigida por Pedro Stocki sobre su propio guion escrito en colaboración con Carolina Fernández que se estrenó el 21 de febrero de 2002.

## Sinopsis
Una estrafalaria mujer detective se ocupa de encontrar un pequeño bebé  raptado por una banda de delincuentes.

## Reparto
Participaron del filme los siguientes intérpretes:
- Florencia Peña
- Maximiliano Ghione
- Benjamín Besone
- Brian Caruso
- Roberto Carnaghi
- Rita Cortese
- Martín Karpan
- Lola Berthet …Detective Basualdo
- Paulina Rachid
- Adrián Yospe
- Mónica Gazpio

## Comentarios
Jorge Balanzara en Tres puntos  opinó:

”…producto aburrido…Presentarla como un film para niños es atentar contra la salud mental de los infantes”

Luis Ormaechea en el sitio web otrocampo.com escribió:

”…suponiendo que el gusto de los niños pasa por las torpezas cometidas por los protagonistas, el uso de onomatopeyas provenientes de los cartoons, la declamación exagerada, los dibujos animado, los superhéroes y toda forma de persecuciones, los guionistas poblaron el relato con todos esos elementos y gags”?